# Henriette Adélaïde Villard de Beaumesnil
Henriette Adélaïde Villard de Beaumesnil, född 1748, död 1813, var en fransk kompositör. 
Hon var engagerad som operasångare vid Parisoperan 1766-1781. Hon blev 1781 den tredje kvinna som fick sin egen opera uppförd vid Parisoperan. 